# Chironomus winthemi
Chironomus winthemi är en tvåvingeart som beskrevs av Maurice Emile Marie Goetghebuer 1931. Chironomus winthemi ingår i släktet Chironomus och familjen fjädermyggor. Inga underarter finns listade i Catalogue of Life.